# Saison 2 du Sixième Sens
Chronologie
Saison 1
Cet article présente les douze épisodes de la deuxième et dernière saison de la série télévisée américaine Le Sixième Sens (The Sixth Sense).

## Distribution

### Acteurs principaux
- Gary Collins : Docteur Michael Rhodes

### Acteurs invités
- Ed Nelson : Le pilote de l'avion (épisode 1)
- Marge Redmond : Infirmière Kelly (épisode 1)
- Stephen McNally : Bud Fielding (épisode 1)
- Jess Walton : Lilly Warren (épisode 1)
- Barbara Babcock : Arlene (épisode 1)
- Sharon Gless : Kay (épisode 1)
- Joan Crawford : Joan Fairchild (épisode 2)
- Scott Hylands : Jason (épisode 2)
- Anne Lockhart : Diana (épisode 2)
- June Allyson : Ruth Desmond (épisode 3)
- Nan Martin : Dora Hallam (épisode 3)
- Paul Picerni : Germaine (épisode 3)
- Roger E. Mosley : Second vigile (épisode 3) / Déménageur (épisode 6)
- Robert Foxworth : Adam / Jack (épisode 4)
- Percy Rodriguez : Lieutenant Woods (épisodes 4 et 12)
- Patty Duke : Elizabeth (épisode 4)
- Ruth Roman : Madame Cloister (épisode 5)
- Susan Strasberg : Laura Anders (épisode 5)
- Joel Fabiani : Edward Melick (épisode 5)
- John Hillerman : Adrian Weems (épisode 5)
- David Huddleston : Dr Charles Peakes (épisode 5)
- Sandra Dee : Alice Martin (épisode 6)
- John Anderson : Shériff (épisode 6)
- Charles Robinson : Mike Martin (épisode 6)
- John Karlen : Ed (épisode 6)
- Val Bisoglio : Officier de police (épisode 6)
- Pamela Franklin : Bonnie (épisode 7)
- Pernell Roberts : Paul Pettigrew (épisode 7)
- Jason Wingreen : Dr Morris Wilbur (épisode 7)
- Josephine Hutchinson : Maude (épisode 8)
- Paul Michael Glaser : David Hall (épisode 8)
- Scott Glenn : Mark Hall (épisode 8)
- Dennis Dugan : Bill Miller (épisode 9)
- Gene Evans : Aaron Coe (épisode 9)
- Jane Wyman : Ruth Ames (épisode 9)
- Stefanie Powers : Jean Ames (épisode 9)
- Mary Ann Mobley : Nancy Sutherland (épisode 10)
- Barry Sullivan : Amos Sutherland (épisode 10)
- Meg Foster : Carey Evers (épisode 11)
- R.G. Armstrong : Jack Preston (épisode 11)
- Richard Hatch : Owen Preston (épisode 11)
- Virginia Gregg : Thelma Young (épisode 11)
- Kathleen Lloyd : Kathy Turner (épisode 12)
- Tom Bosley : Albert (épisode 12)
- Stanley Kamel : Le tueur (épisode 12)

## Épisodes

### Épisode 1:Coffin, Coffin in the Sky
- États-Unis : 23 septembre 1972 sur ABC

- Ed Nelson (Le pilote de l'avion)
- Marge Redmond (Infirmière Kelly)
- Stephen McNally (Bud Fielding)
- Jess Walton (Lilly Warren)
- Barbara Babcock (Arlene)
- Colby Chester (Mitch)
- Sharon Gless (Kay)
- Casey MacDonald (Janice)
- James Daughton (Hank)

### Épisode 2:Dear Joan: We're Going to Scare You to Death
- États-Unis : 30 septembre 1972 sur ABC

- Joan Crawford (Joan Fairchild)
- David Ladd (Paul)
- Kelly Jean Peters (Lori)
- Scott Hylands (Jason)
- Martine Bartlett (Carrie)
- Lenore Kasdorf (Karen)
- Anne Lockhart (Diana)

- Cet épisode a été diffusé sous forme de téléfilm, long de 75 minutes, lors de sa première à la télévision américaine.
- Le personnage du docteur Rhodes n'apparaît pas dans cet épisode; néanmoins il est le présentateur de l'histoire en début et en fin d'épisode, avec Joan Crawford en guest star.

### Épisode 3:Witness Within
- États-Unis : 7 octobre 1972 sur ABC

- June Allyson (Madame Ruth Desmond)
- Michael Strong (Frank Moore)
- Willard Sage (Ansel Garnett)
- Nan Martin (Dora Hallam)
- Paul Picerni (Germaine)
- Tippy Walker (Julie Desmond)
- Michael Masters (Premier vigile)
- Roger E. Mosley (Second vigile)

### Épisode 4:With Affection, Jack the Ripper
- États-Unis : 14 octobre 1972 sur ABC

- Robert Foxworth (Adam / Jack)
- Percy Rodriguez (Lieutenant Woods)
- Patty Duke (Elizabeth)
- Jannis Durkin (Seconde jeune femme)
- Mitch Carter (Policier)
- Heather Lowe (Première jeune femme)
- Marilyn Nix (Secrétaire)

### Épisode 5:Once Upon a Chilling
- États-Unis : 28 octobre 1972 sur ABC

- Ruth Roman (Madame Cloister)
- Susan Strasberg (Laura Anders)
- Joel Fabiani (Edward Melick)
- Robert Brubaker (Docteur Sidney Cloister)
- John Hillerman (Adrian Weems)
- David Huddleston (Docteur Charles Peakes)

### Épisode 6:Through a Flame Darkly
- États-Unis : 4 novembre 1972 sur ABC

- Sandra Dee (Alice Martin)
- John Anderson (Shériff )
- Charles Robinson (Mike Martin)
- John Karlen (Ed)
- Peggy Feury (Dr Milburn)
- Val Bisoglio (Officier de police)
- Lenny Montana (Barney)
- Pam Kenneally (Beth)
- Roger E. Mosley (Déménageur)

### Épisode 7:La Fiole introuvable
- États-Unis : 11 novembre 1972 sur ABC
- France : 1975 sur la première chaîne de l'ORTF

- Michael Baseleon (Dr William Vaughn)
- Christine Dickinson (Lynn Newland)
- Pamela Franklin (Bonnie)
- Pernell Roberts (Paul Pettigrew)
- Jason Wingreen (Dr Morris Wilbur)
- Keith Rogers (Ruth)
- Lyvonne Walder (Miss Hines)
- Michael Witney (Jack Charleroi)
- C. Lindsay Workman (Felton)

### Épisode 8:And Scream by the Light of the Moon, the Moon
- États-Unis : 25 novembre 1972 sur ABC

- Sallie Shockley (Carol Kibben)
- Josephine Hutchinson (Maude)
- Paul Michael Glaser (David Hall)
- Scott Glenn (Mark Hall)
- Margaret Markov (Mary Ruth)
- Chris Holter (Jeanne)

### Épisode 9:If I Should Die Before I Wake
- États-Unis : 2 décembre 1972 sur ABC

- Dennis Dugan (Bill Miller)
- Gene Evans (Aaron Coe)
- Mike Lane (Sam Fenwick)
- Rod McCary (Peter)
- Jane Wyman (Ruth Ames)
- Stefanie Powers (Jean Ames)

### Épisode 10:Une clé pour l'au-delà
- États-Unis : 9 décembre 1972 sur ABC
- France : 1975 sur la première chaîne de l'ORTF

- Hank Brandt (Steve Sutherland)
- William Jordan (John Sutherland)
- Mary Ann Mobley (Nancy Sutherland)
- Barry Sullivan (Amos Sutherland)
- Nelson Welch (Eames)
- Ellen Weston (Joanna Sutherland)

### Épisode 11:Le Gibiet dans la tempête
- États-Unis : 16 décembre 1972 sur ABC
- France : 1975 sur la première chaîne de l'ORTF

- Meg Foster (Carey Evers)
- R.G. Armstrong (Jack Preston)
- Richard Hatch (Owen Preston)
- Gary Clarke (Monsieur Sandifur)
- Virginia Gregg (Thelma Young)
- George Ives (Frank Young)
- Conlan Carter (Mack Burton)

### Épisode 12:Les Yeux qui ne voulaient pas mourir
- États-Unis : 23 décembre 1972 sur ABC
- France : 1975 sur la première chaîne de l'ORTF

- Kathleen Lloyd (Kathy Turner)
- Percy Rodriguez (Lieutenant Woods)
- Rudy Solari (Dr Simmons)
- Tom Bosley (Albert)
- Stanley Kamel (Le tueur)
- Regis Cordic (présentateur des nouvelles)
- Laura Campbell (Infirmière de nuità
- Lisa Moore (Infirmière Greer)
- Mary Ann Beck (La jeune femme de la vision)
- Frank Ashmore (Interne)